# 比科羅
比科羅（Bikoro）是刚果民主共和国赤道省的一個集鎮，位於該省首府姆班達卡南部，是比科羅領地的行政中心。2012年，比科羅人口數共有7426人。1931年至1975年比科羅是天主教比科羅教區的主教座，直到1975年該教區被撤銷。
2018年，比科羅爆發埃博拉出血热疫情，為剛果民主共和國史上第九次伊波拉疫情。